# Enbacka
Enbacka är en bebyggelse i Gustafs socken i Säters kommun. 
Gustafs kyrka ligger i Enbacka.

## Administrativ historik
Bebyggelsen utgjorde före 1995 en egen tätort, för att då växa samman med den i Naglarby och då bilda en gemensam tätort med namnet Naglarby och Enbacka. 2015 växte denna samman med den i tätorten Mora och bildade då en gemensam tätort under namnet Enbacka och Mora. 2018 utbröts Naglarby som 2023 åter växt samman och gavs då namnet "Enbacka, Mora och Naglarby" av SCB.

## Befolkningsutveckling
| Befolkningsutvecklingen i Enbacka, Naglarby och Enbacka, Enbacka och Mora 1960–2020                        | Befolkningsutvecklingen i Enbacka, Naglarby och Enbacka, Enbacka och Mora 1960–2020 | Befolkningsutvecklingen i Enbacka, Naglarby och Enbacka, Enbacka och Mora 1960–2020 | Befolkningsutvecklingen i Enbacka, Naglarby och Enbacka, Enbacka och Mora 1960–2020 | Befolkningsutvecklingen i Enbacka, Naglarby och Enbacka, Enbacka och Mora 1960–2020 |
| --- | ----------------------------------------------------------------------------------- | ----------------------------------------------------------------------------------- | ----------------------------------------------------------------------------------- | ----------------------------------------------------------------------------------- |
| |                                                                                     |                                                                                     |                                                                                     |                                                                                     |
| År |                                                                                     |                                                                                     | Folkmängd                                                                           | Areal (ha)                                                                          |
| 1960 | 1960                                                                                |                                                                                     | 223                                                                                 |                                                                                     |
| 1965 | 1965                                                                                |                                                                                     | 256                                                                                 |                                                                                     |
| 1970 | 1970                                                                                |                                                                                     | 344                                                                                 |                                                                                     |
| 1975 | 1975                                                                                |                                                                                     | 504                                                                                 |                                                                                     |
| 1980 | 1980                                                                                |                                                                                     | 717                                                                                 |                                                                                     |
| 1990 | 1990                                                                                |                                                                                     | 754                                                                                 | 56                                                                                  |
| 1995 | 1995                                                                                |                                                                                     | 1 055                                                                               | 120                                                                                 |
| 2000 | 2000                                                                                |                                                                                     | 1 010                                                                               | 120                                                                                 |
| 2005 | 2005                                                                                |                                                                                     | 1 005                                                                               | 120                                                                                 |
| 2010 | 2010                                                                                |                                                                                     | 961                                                                                 | 121                                                                                 |
| 2015 | 2015                                                                                |                                                                                     | 1 899                                                                               | 288                                                                                 |
| 2020 | 2020                                                                                |                                                                                     | 1 571                                                                               | 209                                                                                 |
| Anm.: Enbacka före 1995, sammanvuxen med Naglarby 1995, sammanvuxen med Mora 2015. Naglarby utbruten 2018. |                                                                                     |                                                                                     |                                                                                     |                                                                                     |